# Fiktiv person
En fiktiv person eller figur er en person eller skabning, der ikke eksisterer i virkeligheden. Dette begreb anvendes blandt andet i fiktionsskrivning til bøger, film, teater, hørespil, computerspil, o.l. Fiktive personer kan godt være portrætteret af skuespillere, og sagtens være baseret på eller afledt af mennesker der lever eller har levet. Ofte vil forfattere også forsøge at afspejle en genkendelig personlighed i en fiktiv person, således at modtageren kan forholde sig til vedkommende.

## Myter og sagn
En gråzone når det gælder fiktive personer er myter og sagn. I en del tilfælde er de først nedskrevet flere århundreder efter at begivenhederne angiveligt skal have fundet sted, og hvor det er umuligt at give et sikkert svar på, om personerne overhovedet har eksisteret, og om begivenhederne i øvrigt har udspillet sig som beskrevet. Det gælder f.eks. Robin Hood og en række danske sagnkonger. I andre tilfælde har personerne nok eksisteret, men de tilskrives hændelser, som måske slet ikke har fundet sted eller på en helt anden måde. Og i begge tilfælde ses tilknyttede personer, historier og oplysninger, som de ældste kilder slet ikke kender, og i nogle tilfælde med sikkerhed først er kommet til langt senere. Som f.eks. De tre vise mænd som Bibelen hverken sætter antal eller navne på.
En anden gruppe er folketroens overnaturlige væsener. Det gælder f.eks. trolde, nisser, elverfolk og havfruer, som der er mange historier om, men ingen beviser for. Deres baggrund fortaber sig ofte i det uvisse, og kan være alt fra rester af religiøse forestillinger til bevidst opfindelse til brug for gode historier eller som afskrækkelse. I atter andre tilfælde kan folk vitterligt have set noget, de ikke vidste hvad var, og så have dannet sig en ide om det. Forestillingen om kentaurer, der er halvt menneske og halvt hest, kan således meget vel stamme fra folk, der har set ryttere for første gang.
Endelig er der så fiktive personer, som voksne gerne bilder små børn ind, men hvor disse, når de bliver ældre, må se i øjnene, at der nok ikke er så meget om snakken alligevel. Klassiske eksempler er her Julemanden og Ole Lukøje.

## Virkelige fiktive figurer
En anden gråzone, hvor der dog ikke er så meget tvivl, er, hvor forfattere benytter virkelige personer, afdøde såvel som stadig levende, og sætter dem ind i øvrigt opdigtede historier sammen med ligeså opdigtede personer. Et eksempel på det er det danske skuespil Elverhøj, hvor den i høj grad virkelige Kong Christian 4. optræder sammen med forskellige fiktive personer, der så igen støder på folketroens elverfolk.